# 奧西尼克鎮區 (密歇根州)
奧西尼克鎮區（英語：Ossineke Township）是位於美國密歇根州阿爾皮納縣的一個行政鎮區。

## 地方資料
奧西尼克鎮區的面積為277.70平方千米，當中陸地面積為273.90平方千米，而水域面積為3.80平方千米。根據2020年美國人口普查的數據，當地共有人口1635人，而人口密度為每平方千米5.89人。